# هيرويوكي كيمورا
هيرويوكي كيمورا (باليابانية: 木村浩之؛ بالكانا: きむら ひろゆき) هو مهندس ياباني، ولد في 1 يونيو 1965 في إيشيكاوا في اليابان.